# Звёздный путь продолжается
«Звёздный путь продолжается» (англ. Star Trek Continues) — созданный фанатами научно-фантастический веб-сериал, действие которого разворачивается во вселенной «Звёздный путь». Сериал спродюсирован некоммерческой благотворительной организацией Trek Continues, Inc. и Dracogen, а также первоначально — Far from Home LLC и Farragut Films. Состоит из 11 серий, выпущенных в период с 2013 по 2017 годы. Веб-сериал является неофициальным прямым продолжением «Звёздного пути: Оригинальный сериал» и имитирует его визуальные и повествовательные функции, чтобы добиться того же внешнего вида и атмосферы. Создатели сериала в интервью заявляли, что намеревались завершить первоначальную пятилетнюю миссию сериала, и это подтверждается сюжетными линиями последних двух эпизодов.
Сериал был создан фанатами, и все серии были выпущены для просмотра на YouTube, в том числе с русскими субтитрами. Как и во всех подобных фанатских произведениях, использование защищенных авторским правом и товарных знаков свойств из оригинального сериала было разрешено при условии, что производство не было коммерческим. Часть средств, необходимых для производства эпизодов, была собрана благодаря успешным кампаниям на Kickstarter и Indiegogo, в которые внесли свой вклад тысячи спонсоров.
«Звёздный путь продолжается» получил премию Вебби в номинации «Выбор зрителей — длинная драма» в 2016 году, премию Geekie за «Лучший веб-сериал» в 2014 году, а также многочисленные награды Telly и Accolade. Сериал был очень положительно воспринят критиками, которые высоко оценили качество производства и заявили, что шоу установило новый стандарт для фанатских фильмов по вселенной «Звёздного пути».
После того, как в конце 2017 года был выпущен 11-й эпизод, сериал «Звёздный путь продолжается» был завершён.

## В ролях

### Постоянный состав актёров
- Вик Миньона в роли капитана Джеймса Тиберия Кирка — капитан и командующий звездолёта «Энтерпрайз». Миньона наиболее известен своими работами по озвучке, а также является давним поклонником «Звёздного пути».
- Тодд Хаберкорн в роли Спока — гибрид человека и вулканца, командир, научный офицер и первый офицер, а также один из ближайших друзей капитана. Хаберкорн работает актёром озвучивания, а также сыграл Кевина в фильме «Стартрек: Бесконечность».
- Чак Хубер (Ларри Немечек в первых двух эпизодах) в роли лейтенант-коммандера Леонарда «Боунса» Маккоя — доктора медицины, лейтенанта-коммандера и главного врача, а также одного из ближайших друзей капитана. Хубер также является актёром озвучивания. Немечек — признанный эксперт по вселенной «Звёздного пути» и автор книги «Star Trek: The Next Generation Companion».
- Кристофер Духан в роли лейтенант-коммандера Монтгомери Скотта — лейтенанта-коммандера и главного инженера, которого обычно называют Скотти. Кристофер — сын актёра Джеймса Духана, сыгравшего персонажа в оригинальном сериале. Кристофер Духан также был статистом в фильме 1979 года «Звёздный путь» и сыграл начальника транспортной службы в фильме «Звёздный путь» 2009 года и его продолжении «Стартрек: Возмездие». Помимо этого, он повторил роль своего отца в игре Star Trek Online.

### Второй актёрский состав
- Грант Имахара в роли Хикару Сулу — лейтенанта, рулевого и третьего помощника. Имахара был наиболее известен своей работой над «Разрушителями легенд».
- Ким Стингер в роли лейтенанта и офицера связи Нийоты Ухуры.
- Уайатт Ленхарт в роли штурмана младшего лейтенанта Павла Чехова.
- Мишель Спечт в роли Элизы МакКенны — психолога, лейтенанта и первого штатного корабельного советника Звёздного флота. Шпехт озвучивала специалиста Крога (агента На'кула), Лорисса (Ворту) и Ш'мароиса (капитана Звёздного флота-андорианцев) в Star Trek Online.

### Гости и постоянные актёры в отдельных эпизодах
Несколько бывших членов актёрского состава и съёмочной группы «Звёздного пути» выразили поддержку проекту и внесли в него свой вклад, как и несколько человек, которые позже приняли участие в официально лицензированных постановках:
- Бо Биллингсли в роли вице-адмирала Стомма (эпизод 7), флагмана оперативного подразделения из космического дока Земли. Биллингсли сыграл капитана Эбботта в «Стартрек: Возмездие».
- Кипли Браун в роли лейтенанта младшего гвардейца (ранее Йомена) Барбары Смит (эпизоды 3–6, 8–11), помощника командира «Энтерпрайза». Браун сыграла Джейн Тейлор в «Звёздный путь: Энтерпрайз» и Куумаарке в «Star Trek Online».
- Джон де Ланси в роли Галисти (эпизод 9). Де Ланси сыграл Q в «Звёздный путь: Следующее поколение», «Звёздный путь: Глубокий космос 9», «Звёздный путь: Вояджер», «Звёздный путь: Нижние палубы» и «Звёздный путь: Пикар».
- Майкл Дорн в роли голоса компьютера ISS Enterprise (эпизод 3). Дорн играл лейтенанта, позже лейтенанта-коммандера Ворфа в «Звёздный путь: Следующее поколение», «Звёздный путь: Глубокий космос 9», «Звёздный путь: Пикар», «Star Trek Online» и  четырёх полнометражных фильмах «Звёздный путь» с участием актеров «Звёздный путь: Следующее поколение»; он также сыграл деда Ворфа и однофамильца полковника Ворфа в «Звёздный путь 6: Неоткрытая страна»[6].
- Дуг Дрекслер в роли Паладина (эпизод 1). Дрекслер, вероятно, наиболее известен своей работой в качестве отмеченного наградами художника по визуальным эффектам в Star Trek, а также в Звёздный крейсер «Галактика» и «Вызов». Он также участвовал в создании визуальных эффектов для эпизодов 1–6 Star Trek Continues.
- Майкл Форест в роли Аполлона (эпизод 1). Форест повторяет свою роль из эпизода Оригинального сериала «Кто скорбит по Адонису?» (который вышел в эфир 47 лет назад).
- Джейсон Айзекс (указан как «Джейсон Лорка») — голос экстрасенса (эпизод 11). Айзекс сыграл капитана Габриэля Лорку в сериалах «Звёздный путь: Дискавери» и «Звездный путь Онлайн».
- Марк Ролстон в роли адмирала МакГиннесса (эпизод 9), главы медицинской службы Звездного Флота. Ролстон сыграл различные роли в сериалах «Звездный путь: Следующее поколение» и «Звездный путь: Энтерпрайз».
- Рекха Шарма в роли Ави Самары (эпизод 8). Шарма сыграла коммандера Эллен Лэндри в сериалах «Звездный путь: Дискавери» и «Звездный путь Онлайн».
- Марина Сиртис озвучивала компьютер в эпизодах 1, 4, 7, 10 и 11. Сиртис играла командира Диану Трой в сериалах «Звёздный путь: Следующее поколение», «Звёздный путь: Вояджер» (три эпизода), «Звёздный путь: Энтерпрайз» (один эпизод), «Звёздный путь: Пикар» (семь эпизодов), «Звёздный путь: Нижние палубы» (один эпизод) и в четырёх полнометражных фильмах «Звёздный путь».

### Другие актёры
Другие повторяющиеся актёры — которые не были выпускниками «Звёздного пути» — включали:
- Мартин Брэдфорд в роли лейтенанта Джозефа «Джабило» Г. М'Бенги, доктора медицины (эпизоды 5, 10), помощника врача.
- Стивен Денглер в роли лейтенанта Уильяма К. Дрейка, начальника службы безопасности (эпизоды 1–10). Денглер также является основателем Dracogen, одного из продюсеров сериала.
- Эрин Грей в роли коммодора Лоры Грей, командующего офицера звездной базы Коринф IV (эпизоды 2, 7).
- Рубен Лэнгдон в роли лейтенанта Кубаро Дикерсона, охранника (эпизоды 2, 3, 6, 10 и 11).
- Кэт Робертс в роли лейтенанта Элизабет Палмер, помощника по связи (эпизоды 3–4, 6–11). Доктор Робертс — практикующий врач.
- Лиз Вагнер в роли энсина Лии Берк, дипломированной медсестры (эпизоды 3–5, 9–11).

### Другие приглашенные актеры и поддержка
В первом эпизоде, «Пилигрим вечности», снялись Джейми Бамбер (Ли «Аполло» Адама из «Звёздного крейсера «Галактика» и Мэтт Девлин из «Закона и порядка» в Великобритании), а также приглашенный актёр Оригинального сериала Майкл Форест, повторивший свою роль Аполлона. Марина Сиртис озвучила компьютер звездолёта «Энтерпрайз», в знак уважения к её связи с оригинальной актрисой Маджел Барретт Родденберри, которая играла мать своего персонажа, Лваксану Трой, а также озвучивала компьютер в сериале «Звёздный путь: Следующее поколение» и «Звёздном пути» соответственно.
Во втором эпизоде «Лолани» Лу Ферриньо (Халк из «Невероятного Халка» (1978)) появился в роли Заминхона, Дэниел Логан (Боба Фетт из «Звёздных войн: Эпизод II — Атака клонов») появился в роли энсина Тонгароа, Эрин Грей (полковник Вильма Диринг из «Бак Роджерс в XXV веке» и Диана Кимбл из «Джейсон отправляется в ад: Последняя пятница») появилась в роли коммодора Грея, а Мэтью Эвальд (Николас Блютуз из «Галидора») появился в роли матроса Кенуэя.
В третьем эпизоде, «Самая прекрасная из них», в качестве гостей выступили Азия ДеМаркос в роли Марлены Моро (в оригинальном сериале её играет Барбара Луна), Бобби Кларк в роли лидера Совета Тарна, Бобби Куинн Райс в роли техника-транспортера, Майкл Дорн в роли компьютера МКС «Энтерпрайз» и впервые появилась Кипли Браун в роли Барбары Смит (в оригинальном сериале её играет Андреа Дромм). Постоянный участник актерского состава Кэт Робертс (лейтенант Палмер, в оригинальном сериале её играет Элизабет Роджерс), присоединилась к сериалу с этого эпизода.
В четвёртом эпизоде, «Белый Ирис», в роли компьютера «Энтерпрайз» снова появилась Сиртис, а также приглашенные звёзды Колин Бейкер («Доктор Кто»), Накия Берриз («Могучие рейнджеры»), Эдриан Уилкинсон («Зена: Королева воинов»), Тиффани Брауэр («Роковые красотки») и Габриэла Фрескес, а также появились Крис Гор и Роберт Дж. Сойер в камео.
В шестом эпизоде, «Не приходи между драконами», в качестве приглашенной звезды снялась Джиджи Эджли, известная по сериалу «На краю Вселенной». Род Родденберри, сын создателя «Звёздного пути» Джина Родденберри, сыграл эпизодическую роль офицера мостика в эпизоде.
В седьмом эпизоде, «Обнимая ветры», снялись Клэр Крамер («Баффи — истребительница вампиров») и Бо Биллингсли («Ковбой Бибоп»), а также вернулся флагманский офицер Эрин Грей (коммодор Грей из второго эпизода) и Марина Сиртис в качестве компьютерного голоса.
В восьмом эпизоде, «Все ещё ступает в тень», снялась Реха Шарма («Звёздный крейсер «Галактика»» и «Звёздный путь: Дискавери»).
В девятом эпизоде, «Для чего нужны корабли», снялись Джон де Ланси (три серии «Звёздного пути») и Энн Локхарт (оригинальная серия «Звёздный крейсер «Галактика» ).
В эпизодах 10 и 11, «Смело идти: Часть I» и «Смело идти: Часть II», написанных Сойером, снялись Никола Брайант (Доктор Кто), Кас Анвар («Пространство»), Эми Райделл (повторяющая роль своей матери Джоанн Линвилл из оригинального сериала) и Марк Мир («Mass Effect»). В первой части Эйприл Хеберт играет роль контр-адмирала Тесп, которая была самым долгоиграющим членом актёрского состава «Звёздный путь: Опыт» на момент его закрытия. Джейсон Айзекс (капитан Габриэль Лорка из «Звёздный путь: Дискавери») также исполняет вокальную роль в части II, хотя и указан под псевдонимом Джейсон Лорка.

## Производство

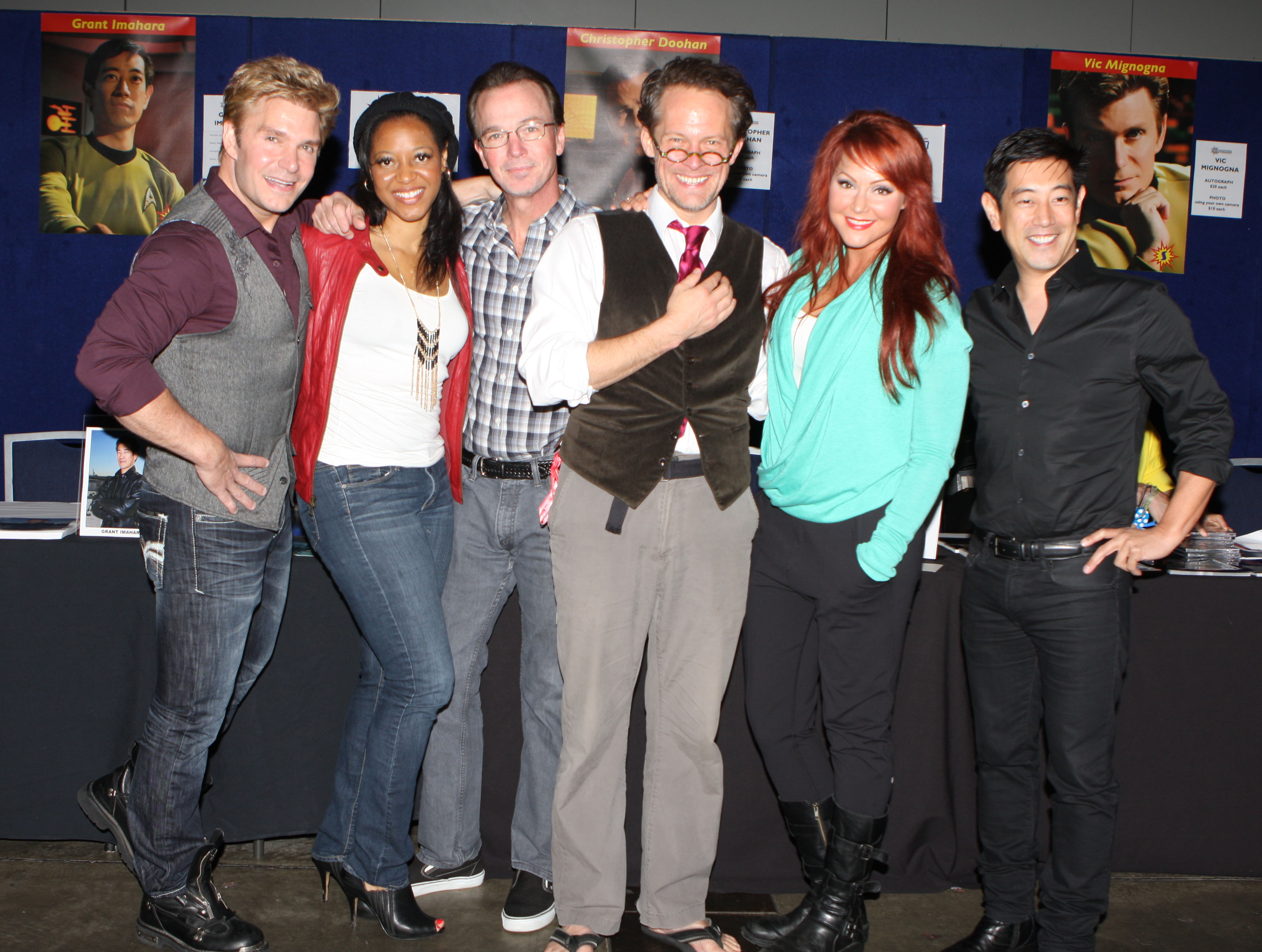
Актёрский состав «Звёздного пути продолжается» на «Supanova 2014», слева направо: Вик Миньогна, Ким Стингер, Кристофер Духан, Чак Хубер, Мишель Шпехт и Грант Имахара

После того, как Миньогна снял эпизод «Звёздолет Фаррагут» для Farragut Films, он предложил компаниям, участвующим в его производстве, сформировать партнерство для поддержки разработки нового веб-сериала, нацеленного на продолжение эпизодов «Оригинального сериала».
В Кингсленде, штат Джорджия, было приобретено здание площадью 9600 футов2 (891 м2) для размещения декораций «Энтерпрайза», которые были построены по «оригинальным» чертежам павильона.
23 марта 2012 года Farragut Films объявила официальный актёрский состав сериала, в который, среди прочих профессионалов, вошли Крис Духан (сын Джеймса Духана) и Грант Имахара из MythBusters.
Миньогна и съёмочная группа воссоздали стиль «Оригинального сериала» в его декорациях, кинематографии, костюмах, актёрской игре и стиле повествования. Они продублировали четырехактную структуру, использованную в «оригинале», из-за необходимости рекламных пауз. В основном они использовали фоновую музыку «Оригинального сериала», а также «оригинальную» заглавную песню и титры. Начиная с пятого эпизода, была включена оригинальная музыка композитора Энди Фарбера. Они снимали эпизоды в соотношении сторон 4:3, чтобы повторить телевизионный формат «Оригинального сериала».
Первый эпизод, «Паломник Вечности», был впервые показан на Phoenix Comicon 24 мая 2013 года и представлен публике в тот же день. Съёмки второго эпизода, «Лолани», завершены в ноябре 2013 года с приглашенными звёздами Лу Ферриньо и Эрин Грэй. Эпизод был выпущен в сети в феврале 2014 года после премьеры на Dallas Sci-Fi Expo в Далласе, штат Техас. Съёмки третьего эпизода, «Самая прекрасная из них», начались в том же месяце, а премьера состоялась на Supanova 2014 в Сиднее, Австралия, в июне 2014 года. Подготовка к производству четвертого эпизода сериала, «Белый Ирис», началась в ноябре 2014 года, а релиз состоялся 29 мая 2015 года на фестивале Phoenix Comicon. Премьера пятого эпизода прошла 25 сентября 2015 года на фестивале Salt Lake Comic Con, а публичный показ состоялся на следующий день.
Согласно финальным титрам «Прекраснейшего из них всех», сцена эпизода была снята на натуре в Космическом центре NASA в Хьюстоне, где находится восстановленный в натуральную величину реквизит оригинального шаттла Star Trek Galileo.
В начале 2015 года «Звёздный путь продолжается» объявила о приобретении оставшейся части объекта Kingsland общей площадью 18 500 кв. футов под эксклюзивную собственность Trek Continues Inc. Студия была переименована в «Stage 9», в дань уважения звуковому павильону оригинального сериала в Desilu.

### Компания Kickstarter
После выхода первого эпизода, финансируемого Mignogna, новые средства на продолжение сериала были собраны частично из успешной кампании Kickstarter, шутливо названной «Kirkstarter». Она проводилась с 7 октября по 6 ноября 2013 года и собрала $126 028 от 2981 спонсора, превзойдя установленную цель в $100 000, для покрытия финансирования эпизодов 2, 3 и 4.
Вторая кампания Kickstarter проходила с 17 января по 16 февраля 2015 года. Она успешно собрала $214 584, превзойдя свою цель в $100 000. Сумма покрыла производственные расходы эпизодов 5, 6 и 7 и способствовала строительству инженерной комнаты и планетарного набора.
Третья и последняя краудфандинговая кампания — на этот раз организованная через Indiegogo — была проведена в начале 2016 года, собрав $199 049. Вскоре после этого продюсеры объявили, что дополнительные частные пожертвования в благотворительную организацию Trek Continues Inc. позволили компании превзойти свою цель по сбору средств в размере $350 000, что позволило выпустить четыре дополнительных эпизода.

## Список эпизодов
| № | Название                     | Звёздная дата | Режиссёр        | Автор сценария                                                                                | Дата премьеры    |
| --- | ---------------------------- | ------------- | --------------- | --------------------------------------------------------------------------------------------- | ---------------- |
| 1 | «Паломник Вечности»          | 6147.3        | Вик Миньона     | Стив Фраттарола и Джек Тревиньо (телесценарий) Вик Миньона и Джэк Маршалл (сюжет)             | 24 мая 2013      |
| На «Энтерпрайзе» появляется больной и намного старше Аполлон, который вновь создаёт хаос, но отдаёт право капитану Кирку решить свою судьбу.                                                             |                              |               |                 |                                                                                               |                  |
| 2 | «Лолани»                     | 6154.1        | Крис Уайт       | Хьюстон Хаддлстон и Пол Бьянки (телесценарий) Вик Миньона и Хьюстон Хаддлстон (сюжет)         | 8 февраля 2014   |
| Капитана Кирка и его команду раздирают моральные дилеммы, которые возникают, когда они спасают рабыню с терпящего бедствие корабля телларитов.                                                           |                              |               |                 |                                                                                               |                  |
| 3 | «Самая прекрасная из них»    | Unknown       | Джеймс Кервин   | Джеймс Кервин и Вик Миньона (телесценарий) Вик Миньона (сюжет)                                | 15 июня 2014     |
| В этом продолжении эпизода оригинального сериала «Зеркало, зеркало» Спок противостоит Кирку, чтобы установить более мирный курс для беспокойной Терранской Империи.                                      |                              |               |                 |                                                                                               |                  |
| 4 | «Белый Ирис»                 | 6182.3        | Джеймс Кервин   | Джеймс Кервин, Крис Уайт и Вик Миньона (телесценарий) Вик Миньона и Крис Уайт (сюжет)         | 29 мая 2015      |
| Кирк справляется с чувством вины из своего прошлого, в то время как Халкида, мир, который хочет присоединиться к Федерации, оказывается в опасности из-за ракетной атаки своей планеты-близнеца Эретрии. |                              |               |                 |                                                                                               |                  |
| 5 | «Разделенные мы стоим»       | 6202.1        | Вик Миньона     | Марк Кушман и Сьюзан Осборн (телесценарий) Вик Миньона (сюжет)                                | 26 сентября 2015 |
| Кирк и Маккой оказались в ловушке истории, в то время как «Энтерпрайз» отбивается от таинственных злоумышленников.                                                                                       |                              |               |                 |                                                                                               |                  |
| 6 | «Не приходи между драконами» | 6257.4        | Джулиан Хиггинс | Грег Дайкстра, Джеймс Кервин и Вик Миньона (телесценарий) Грег Дайкстра (сюжет)               | 28 мая 2016      |
| Беспокойное существо пробивает корпус «Энтерпрайза», натравливая команду против преследователя, который угрожает разорвать их на части.                                                                  |                              |               |                 |                                                                                               |                  |
| 7 | «Обнимая ветры»              | 6295.3        | Джеймс Кервин   | Джеймс Кервин и Вик Миньона (телесценарий) Джеймс Кервин (сюжет)                              | 3 сентября 2016  |
| «Энтерпрайзу» поручено спасти звездолёт, потерявший свою команду при загадочных обстоятельствах, в то время как Кирк и Спок вызываются на звёздную базу для секретного брифинга.                         |                              |               |                 |                                                                                               |                  |
| 8 | «Все ещё ступает в тень»     | 6563.4        | Джулиан Хиггинс | Джуди Бернс                                                                                   | 2 апреля 2017    |
| «Энтерпрайз» обнаруживает потерянный звездолёт с пассажиром на краю межфазного портала. Кирк и старый друг должны спасти «Энтерпрайз».                                                                   |                              |               |                 |                                                                                               |                  |
| 9 | «Для чего нужны корабли»     | 6892.3        | Вик Миньона     | Кипли Браун (телесценарий) Вик Миньона, Джеймс Кервин и Кипли Браун (сюжет)                   | 30 июля 2017     |
| Кирк должен убедить непросвещённый инопланетный вид обнять своих самых ненавистных противников в мире, полностью лишённом цвета.                                                                         |                              |               |                 |                                                                                               |                  |
| 10 | «Смело идти: Часть I»        | 6988.4        | Джеймс Кервин   | Роберт Сойер (телесценарий) Вик Миньона, Джеймс Кервин и Роберт Сойер (сюжет)                 | 18 октября 2017  |
| Чтобы разгадать окончательную тайну, «Энтерпрайз» должнен вернуться туда, где началась пятилетняя миссия Кирка.                                                                                          |                              |               |                 |                                                                                               |                  |
| 11 | «Смело идти: Часть II»       | 6995.1        | Джеймс Кервин   | Роберт Сойер и Джеймс Кервин (телесценарий) Вик Миньона, Джеймс Кервин и Роберт Сойер (сюжет) | 13 ноября 2017   |
| Миссия «Энтерпрайза» подходит к концу, когда Кирк и его команда сражаются с главным противником. |                              |               |                 |                                                                                               |                  |

### Короткие истории
Перед показом первого эпизода с 31 июля по 30 ноября 2012 года была выпущена серия из трёх коротких видеороликов, называемых виньетками. Первая виньетка представляет собой расширенную концовку последнего эпизода оригинального сериала «Вторжение оборотня», созданную для того, чтобы представить фанатскую продукцию как её прямое продолжение.
| № | Название                   | Звёздная дата | Режиссёр     | Автор сценария                                                                    | Дата премьеры    |
| --- | -------------------------- | ------------- | ------------ | --------------------------------------------------------------------------------- | ---------------- |
| V1 | «Нарушитель поворота»      | 5928.5        | Джек Маршалл | Артур Х. Сингер (оригинальная телепьеса 1969 года), Вик Миньогна (новый материал) | 31 июля 2012     |
| После того, как между Кирком и доктором Дженис Лестер произошел временный обмен телами, капитан и команда возобновляют свои обязанности. Эта сцена была снята покадрово из «Оригинального сериала». |                            |               |              |                                                                                   |                  |
| V2 | «У тебя все под контролем» | Неизвестна    | Вик Миньогна | Вик Миньогна и Джек Маршалл                                                       | 30 сентября 2012 |
| Ухура, Чехов и Сулу немного развлекаются с капитанским креслом во время ночной смены, но их застает за этим занятием неожиданный капитан Кирк.                                                      |                            |               |              |                                                                                   |                  |
| V3 | «С днём рождения, Скотти»  | Неизвестна    | Вик Миньогна | Вик Миньогна                                                                      | 30 ноября 2012   |
| Хотя Скотти приветствует появление усовершенствованного ручного фазера, Маккой не особенно рад тому, что ему предлагают попрактиковаться с ним.                                                     |                            |               |              |                                                                                   |                  |

## Реакция
Прием сериала «Звёздный путь продолжается» был очень позитивным, критики и рецензенты подчеркнули качество производства и сходство эпизодов с эпизодами «Оригинального сериала». 12 июля 2013 года Дэн Рот из Blastr на SyFy написал: «Многие пытаются сделать фанатские версии «Звёздного пути». Ни одна из них не выглядит так». Сэм Слоан из Slice of SciFi написал: «Они, безусловно, подняли планку для независимого создания эпизодических фильмов „Звёздного пути“». 18 июня 2014 года Билл Уоттерс из TrekMovie.com написал: «„Звёздный путь продолжается“ действительно заслуживает „Продолжения“ в своем названии, поскольку они действительно хорошо передают (и да, „продолжают“) атмосферу „Оригинального сериала“».
16 декабря 2013 года, примерно через месяц после окончания кампании Kickstarter, Chat Show Кевина Поллака опубликовало видеоинтервью с Томом Хэнксом, в котором актёр высоко оценил фанатскую постановку «Звёздного пути» и ееё «людей, которые воссоздают с невероятно, поразительно большими производственными ценностями невиданные эпизоды „Звёздного пути“», добавив, что «выглядит всё в точности как звездолёт „Энтерпрайз“». Хотя он не смог назвать сериал, он описал его, сославшись на информацию, совместимую с идентичностью «Звёздного пути продолжается», что побудило продюсеров и несколько источников предположить и заявить, что актер имел в виду их.
31 июля 2014 года Род Родденберри посетил официальный показ «Прекраснейшей из всех» в Лас-Вегасе и одобрил проект, заявив: «Я должен сказать, и я сказал это после «Лолани», я чертовски уверен, что мой отец посчитал бы это каноном. Тот факт, что вы создаете истории, которые что-то значат, которые имеют глубину, которые заставляют нас всех немного задуматься, я действительно думаю, что он бы вам аплодировал, и я аплодирую вам, ребята, и что касается меня, это канон. Так что спасибо».
Издание Wired посвятило «Звёздному пути продолжению» пять видеороликов своей видеосерии Obsessed, которая призвана подчеркнуть «что происходит, когда люди живут своими одержимостями в полной мере». Obsessed показывает Миньогу и других людей из команды, объясняющих, в какой степени они уделили внимание деталям, чтобы воссоздать декорации «Энтерпрайза» и визуальный стиль «Оригинального сериала». Видеоролики были опубликованы с 13 июня по 1 июля 2014 года на сайте Obsessed.

### Награды и номинации
| Год  | Премия                                            | Категория | Результат |
| ---- | ------------------------------------------------- | --- | --------- |
| 2013 | Фестиваль Lost Episode в Торонто                  | Лучший фильм | Победа    |
| 2013 | 71-й Всемирный конвент научной фантастики         | Лучший фан-фильм («Паломник Вечности»)                                                                                   | Победа    |
| 2014 | Премия Geekie Awards                              | Лучший веб-сериал | Победа    |
| 2014 | Международный кинофестиваль в Бербанке            | Лучшая новая медиа – драма («Самая прекрасная из них»)                                                                   | Победа    |
| 2015 | Премии Телли                                      | Народный Телеканал («Самая прекрасная из них»)                                                                           | Победа    |
| 2015 | Премии Телли                                      | Онлайн-драма («Самая прекрасная из них»)                                                                                 | Победа    |
| 2015 | Премии Телли                                      | Кино/Видео производство («Самая прекрасная из них»)                                                                      | Победа    |
| 2015 | Конкурс наград                                    | Вебизод («Лолани») | Победа    |
| 2015 | Конкурс наград                                    | Грим («Лолани») | Победа    |
| 2015 | Конкурс наград                                    | Вебизод («Самая прекрасная из них»)                                                                                      | Победа    |
| 2015 | Конкурс наград                                    | Кинематография («Самая прекрасная из них»)                                                                               | Победа    |
| 2015 | Конкурс наград                                    | Режиссура («Самая прекрасная из них»)                                                                                    | Победа    |
| 2015 | Конкурс наград                                    | Вебизод («Белый Ирис»)                                                                                                   | Победа    |
| 2015 | Конкурс наград                                    | Вебизод («Разделенные мы стоим»)                                                                                         | Победа    |
| 2015 | Конкурс наград                                    | Режиссура («Разделенные мы стоим»)                                                                                       | Победа    |
| 2015 | Конкурс наград                                    | Актёр (Вик Миньогна) («Разделенные мы стоим»)                                                                            | Победа    |
| 2015 | Независимые награды фанатов Star Trek Film Awards | Лучшая работа художника-постановщика («Лолани», «Самая прекрасная из них»)                                               | Финалист  |
| 2015 | Независимые награды фанатов Star Trek Film Awards | Лучшие визуальные эффекты («Лолани», «Самая прекрасная из них»)                                                          | Финалист  |
| 2015 | Независимые награды фанатов Star Trek Film Awards | Лучший саундтрек («Лолани», «Самая прекрасная из них»)                                                                   | Финалист  |
| 2015 | Независимые награды фанатов Star Trek Film Awards | Лучший оригинальный рассказ или сценарий («Лолани»)                                                                      | Финалист  |
| 2015 | Независимые награды фанатов Star Trek Film Awards | Лучший оригинальный рассказ или сценарий («Самая прекрасная из них»)                                                     | Финалист  |
| 2015 | Независимые награды фанатов Star Trek Film Awards | Лучший актёр или актриса (Vic Mignogna, «Лолани», «Самая прекрасная из них»)                                             | Победа    |
| 2015 | Независимые награды фанатов Star Trek Film Awards | Лучший режиссёр (James Kerwin, «Самая прекрасная из них»)                                                                | Финалист  |
| 2015 | Независимые награды фанатов Star Trek Film Awards | Лучший режиссёр (Chris White, «Лолани»)                                                                                  | Финалист  |
| 2015 | Независимые награды фанатов Star Trek Film Awards | Лучшая драматическая презентация, длинная форма («Самая прекрасная из них»)                                              | Победа    |
| 2015 | Независимые награды фанатов Star Trek Film Awards | Лучшая драматическая презентация, длинная форма («Лолани»)                                                               | Финалист  |
| 2016 | 20-я ежегодная премия Webby Awards                | Драма: Длинная форма или сериал                                                                                          | Номинация |
| 2016 | 20-я ежегодная премия Webby Awards                | Народный голос драмы: длинная форма или серия                                                                            | Победа    |
| 2016 | Премии Телли                                      | Режиссура кино/видео («Белый Ирис»)                                                                                      | Победа    |
| 2016 | Независимые награды фанатов Star Trek Film Awards | Лучшая работа художника-постановщика («Разделенные мы стоим», «Белый Ирис»)                                              | Финалист  |
| 2016 | Независимые награды фанатов Star Trek Film Awards | Лучшие спецэффекты и визуальные эффекты («Разделенные мы стоим»)                                                         | Финалист  |
| 2016 | Независимые награды фанатов Star Trek Film Awards | Лучшие спецэффекты и визуальные эффекты («Белый Ирис»)                                                                   | Финалист  |
| 2016 | Независимые награды фанатов Star Trek Film Awards | Лучший звуковой дизайн, монтаж и сведение («Разделенные мы стоим»)                                                       | Финалист  |
| 2016 | Независимые награды фанатов Star Trek Film Awards | Лучший звуковой дизайн, монтаж и сведение («Белый Ирис»)                                                                 | Финалист  |
| 2016 | Независимые награды фанатов Star Trek Film Awards | Лучшая оригинальная музыка («Белый Ирис»)                                                                                | Победа    |
| 2016 | Независимые награды фанатов Star Trek Film Awards | Лучший грим и причёска («Разделенные мы стоим»)                                                                          | Финалист  |
| 2016 | Независимые награды фанатов Star Trek Film Awards | Лучший грим и причёска («Белый Ирис»)                                                                                    | Финалист  |
| 2016 | Независимые награды фанатов Star Trek Film Awards | Лучший костюм («Белый Ирис»)                                                                                             | Финалист  |
| 2016 | Независимые награды фанатов Star Trek Film Awards | Лучший приглашенный актёр или актриса (Colin Baker, «Белый Ирис»)                                                        | Победа    |
| 2016 | Независимые награды фанатов Star Trek Film Awards | Лучший приглашенный актёр или актриса (Martin Bradford, «Разделенные мы стоим»)                                          | Финалист  |
| 2016 | Независимые награды фанатов Star Trek Film Awards | Лучший приглашенный актёр или актриса (Tiffany Brouwer, «Белый Ирис»)                                                    | Финалист  |
| 2016 | Независимые награды фанатов Star Trek Film Awards | Лучший актёр или актриса второго плана (Michele Specht, «Разделенные мы стоим», «Белый Ирис»)                            | Победа    |
| 2016 | Независимые награды фанатов Star Trek Film Awards | Лучший актёр или актриса второго плана (Grant Imahara, «Разделенные мы стоим», «Белый Ирис»)                             | Финалист  |
| 2016 | Независимые награды фанатов Star Trek Film Awards | Лучший актёр или актриса второго плана (Wyatt Lenhart, «Разделенные мы стоим», «Белый Ирис»)                             | Финалист  |
| 2016 | Независимые награды фанатов Star Trek Film Awards | Лучший ведущий актёр или актриса (Todd Haberkorn, «Разделенные мы стоим», «Белый Ирис»)                                  | Победа    |
| 2016 | Независимые награды фанатов Star Trek Film Awards | Лучший ведущий актёр или актриса (Vic Mignogna, «Разделенные мы стоим», «Белый Ирис»)                                    | Финалист  |
| 2016 | Независимые награды фанатов Star Trek Film Awards | Лучший режиссёр (James Kerwin, «Белый Ирис»)                                                                             | Финалист  |
| 2016 | Независимые награды фанатов Star Trek Film Awards | Лучший режиссёр (Vic Mignogna, «Разделенные мы стоим»)                                                                   | Финалист  |
| 2016 | Независимые награды фанатов Star Trek Film Awards | Лучший оригинальный рассказ или сценарий («Разделенные мы стоим»)                                                        | Финалист  |
| 2016 | Независимые награды фанатов Star Trek Film Awards | Лучший оригинальный рассказ или сценарий («Белый Ирис»)                                                                  | Финалист  |
| 2016 | Независимые награды фанатов Star Trek Film Awards | Лучшая драматическая презентация, длинная форма («Белый Ирис»)                                                           | Победа    |
| 2016 | Независимые награды фанатов Star Trek Film Awards | Лучшая драматическая презентация, длинная форма («Разделенные мы стоим»)                                                 | Финалист  |
| 2017 | Международный кинофестиваль в Бербанке            | Лучшая новая медиа – драма («Для чего нужны корабли»)                                                                    | Победа    |
| 2017 | Международная независимая кинопремия              | Актёр в главной роли – Вик Миньогна («Все ещё ступает в тень»)                                                           | Победа    |
| 2017 | Международная независимая кинопремия              | Звуковой монтаж/Дизайн («Все ещё ступает в тень»)                                                                        | Победа    |
| 2017 | Международная независимая кинопремия              | Спецэффекты Грим («Все ещё ступает в тень»)                                                                              | Победа    |
| 2017 | Международная независимая кинопремия              | Вебизод («Все ещё ступает в тень»)                                                                                       | Победа    |
| 2017 | Международная независимая кинопремия              | Дизайн производства («Все ещё ступает в тень»)                                                                           | Победа    |
| 2017 | Независимые награды фанатов Star Trek Film Awards | Лучшие спецэффекты и визуальные эффекты («Не приходи между драконами»)                                                   | Финалист  |
| 2017 | Независимые награды фанатов Star Trek Film Awards | Лучший звуковой дизайн, монтаж и сведение («Не приходи между драконами»)                                                 | Победа    |
| 2017 | Независимые награды фанатов Star Trek Film Awards | Лучший звуковой дизайн, монтаж и сведение («Обнимая ветры»)                                                              | Финалист  |
| 2017 | Независимые награды фанатов Star Trek Film Awards | Лучшая оригинальная музыка («Не приходи между драконами»)                                                                | Финалист  |
| 2017 | Независимые награды фанатов Star Trek Film Awards | Лучший грим и причёска («Не приходи между драконами»)                                                                    | Победа    |
| 2017 | Независимые награды фанатов Star Trek Film Awards | Лучший грим и причёска («Обнимая ветры»)                                                                                 | Финалист  |
| 2017 | Независимые награды фанатов Star Trek Film Awards | Лучший костюм («Не приходи между драконами»)                                                                             | Победа    |
| 2017 | Независимые награды фанатов Star Trek Film Awards | Лучший костюм («Обнимая ветры»)                                                                                          | Финалист  |
| 2017 | Независимые награды фанатов Star Trek Film Awards | Лучший приглашенный актёр или актриса (Gigi Edgley, «Не приходи между драконами»)                                        | Победа    |
| 2017 | Независимые награды фанатов Star Trek Film Awards | Лучший приглашенный актёр или актриса (Erin Gray, «Обнимая ветры»)                                                       | Финалист  |
| 2017 | Независимые награды фанатов Star Trek Film Awards | Лучший приглашенный актёр или актриса (Clare Kramer, «Обнимая ветры»)                                                    | Финалист  |
| 2017 | Независимые награды фанатов Star Trek Film Awards | Лучший актёр или актриса второго плана (Michele Specht, «Не приходи между драконами», «Обнимая ветры»)                   | Победа    |
| 2017 | Независимые награды фанатов Star Trek Film Awards | Лучший актёр или актриса второго плана (Grant Imahara, «Не приходи между драконами», «Обнимая ветры»)                    | Финалист  |
| 2017 | Независимые награды фанатов Star Trek Film Awards | Лучший актёр или актриса второго плана (Cat Roberts, «Не приходи между драконами», «Обнимая ветры»)                      | Финалист  |
| 2017 | Независимые награды фанатов Star Trek Film Awards | Лучший актер или актриса второго плана (Kim Stinger, «Не приходи между драконами», «Обнимая ветры»)                      | Финалист  |
| 2017 | Независимые награды фанатов Star Trek Film Awards | Лучший ведущий актёр или актриса (Chris Doohan, «Не приходи между драконами», «Обнимая ветры»)                           | Финалист  |
| 2017 | Независимые награды фанатов Star Trek Film Awards | Лучший ведущий актёр или актриса (Vic Mignogna, «Не приходи между драконами», «Обнимая ветры»)                           | Финалист  |
| 2017 | Независимые награды фанатов Star Trek Film Awards | Лучший режиссёр (James Kerwin, «Обнимая ветры»)                                                                          | Победа    |
| 2017 | Независимые награды фанатов Star Trek Film Awards | Лучший режиссёр (Julian Higgins, «Не приходи между драконами»)                                                           | Финалист  |
| 2017 | Независимые награды фанатов Star Trek Film Awards | Лучший оригинальный рассказ или сценарий («Обнимая ветры»)                                                               | Финалист  |
| 2017 | Независимые награды фанатов Star Trek Film Awards | Лучший оригинальный рассказ или сценарий («Не приходи между драконами»)                                                  | Финалист  |
| 2017 | Независимые награды фанатов Star Trek Film Awards | Лучшая драматическая презентация, длинная форма («Не приходи между драконами»)                                           | Финалист  |
| 2017 | Независимые награды фанатов Star Trek Film Awards | Лучшая драматическая презентация, длинная форма («Обнимая ветры»)                                                        | Финалист  |
| 2018 | Премии Телли                                      | Народный Телеканал («Смело идти: Часть II»)                                                                              | Победа    |
| 2018 | Премии Телли                                      | Сценарий веб-сериала | Победа    |
| 2018 | Награды Bjo                                       | Лучшие спецэффекты и визуальные эффекты («Смело идти: Часть II»)                                                         | Победа    |
| 2018 | Награды Bjo                                       | Лучшие спецэффекты и визуальные эффекты («Все ещё ступает в тень»)                                                       | Финалист  |
| 2018 | Награды Bjo                                       | Лучшие спецэффекты и визуальные эффекты («Смело идти: Часть I»)                                                          | Финалист  |
| 2018 | Награды Bjo                                       | Лучшие спецэффекты и визуальные эффекты («Для чего нужны корабли»)                                                       | Финалист  |
| 2018 | Награды Bjo                                       | Лучший звуковой дизайн, монтаж и сведение («Смело идти: Часть II»)                                                       | Победа    |
| 2018 | Награды Bjo                                       | Лучший звуковой дизайн, монтаж и сведение («Все ещё ступает в тень»)                                                     | Финалист  |
| 2018 | Награды Bjo                                       | Лучший звуковой дизайн, монтаж и сведение («Смело идти: Часть I»)                                                        | Финалист  |
| 2018 | Награды Bjo                                       | Лучший звуковой дизайн, монтаж и сведение («Для чего нужны корабли»)                                                     | Финалист  |
| 2018 | Награды Bjo                                       | Лучшая оригинальная музыка («Смело идти: Часть I»)                                                                       | Финалист  |
| 2018 | Награды Bjo                                       | Лучшая оригинальная музыка («Для чего нужны корабли»)                                                                    | Финалист  |
| 2018 | Награды Bjo                                       | Лучший грим и прическа («Смело идти: Часть II»)                                                                          | Победа    |
| 2018 | Награды Bjo                                       | Лучший грим и прическа («Смело идти: Часть I»)                                                                           | Финалист  |
| 2018 | Награды Bjo                                       | Лучший грим и прическа («Для чего нужны корабли»)                                                                        | Финалист  |
| 2018 | Награды Bjo                                       | Лучший костюм («Смело идти: Часть II»)                                                                                   | Победа    |
| 2018 | Награды Bjo                                       | Лучший костюм («Все ещё ступает в тень»)                                                                                 | Финалист  |
| 2018 | Награды Bjo                                       | Лучший костюм («Для чего нужны корабли»)                                                                                 | Финалист  |
| 2018 | Награды Bjo                                       | Лучший приглашенный актёр или актриса (Amy Rydell, «Смело идти: Часть I», «Смело идти: Часть II»)                        | Победа    |
| 2018 | Награды Bjo                                       | Лучший приглашенный актёр или актриса (Nicola Bryant, «Смело идти: Часть II»)                                            | Финалист  |
| 2018 | Награды Bjo                                       | Лучший приглашенный актёр или актриса (John de Lancie, «Для чего нужны корабли»)                                         | Финалист  |
| 2018 | Награды Bjo                                       | Лучший приглашенный актёр или актриса (Anne Lockhart, «Для чего нужны корабли»)                                          | Финалист  |
| 2018 | Награды Bjo                                       | Лучший приглашенный актёр или актриса (Elizabeth Maxwell, «Для чего нужны корабли»)                                      | Финалист  |
| 2018 | Награды Bjo                                       | Лучший актёр или актриса второго плана (Michele Specht, «Для чего нужны корабли», «Смело идти: Часть I»)                 | Победа    |
| 2018 | Награды Bjo                                       | Лучший актёр или актриса второго плана (Kipleigh Brown, «Смело идти: Часть II»)                                          | Финалист  |
| 2018 | Награды Bjo                                       | Лучший актёр или актриса второго плана (Grant Imahara, «Смело идти: Часть II»)                                           | Финалист  |
| 2018 | Награды Bjo                                       | Лучший ведущий актёр или актриса (Vic Mignogna, «Для чего нужны корабли», «Смело идти: Часть I», «Смело идти: Часть II») | Победа    |
| 2018 | Награды Bjo                                       | Лучший ведущий актёр или актриса (Chris Doohan, «Смело идти: Часть I»)                                                   | Финалист  |
| 2018 | Награды Bjo                                       | Лучший ведущий актёр или актриса (Todd Haberkorn, «Все ещё ступает в тень», «Смело идти: Часть II»)                      | Финалист  |
| 2018 | Награды Bjo                                       | Лучший режиссёр (Vic Mignogna, «Для чего нужны корабли»)                                                                 | Победа    |
| 2018 | Награды Bjo                                       | Лучший режиссёр (Julian Higgins, «Все ещё ступает в тень»)                                                               | Финалист  |
| 2018 | Награды Bjo                                       | Лучший режиссёр (James Kerwin, «Смело идти: Часть II»)                                                                   | Финалист  |
| 2018 | Награды Bjo                                       | Лучший оригинальный рассказ или сценарий («Для чего нужны корабли»)                                                      | Победа    |
| 2018 | Награды Bjo                                       | Лучший оригинальный рассказ или сценарий («Смело идти: Часть I»)                                                         | Финалист  |
| 2018 | Награды Bjo                                       | Лучший оригинальный рассказ или сценарий («Смело идти: Часть II»)                                                        | Финалист  |
| 2018 | Награды Bjo                                       | Лучшая драматическая презентация, длинная форма («Смело идти: Часть II»)                                                 | Победа    |
| 2018 | Награды Bjo                                       | Лучшая драматическая презентация, длинная форма («Смело идти: Часть I»)                                                  | Финалист  |
| 2018 | Награды Bjo                                       | Лучшая драматическая презентация, длинная форма («Для чего нужны корабли»)                                               | Финалист  |